# Alegeri parlamentare în România, 1996
Alegerile parlamentare din 1996 în România s-au desfășurat la data de 3 noiembrie 1996. Din numărul total de 17.218.654 alegători, s-au exprimat 13.088.388 (76,01%). Alegerile parlamentare din 1996 s-au desfășurat simultan cu cele prezidențiale din același an.

## Rezultate
Senat. Au fost validate 12.287.671 din cele 13.088.388 exprimate.
Mai jos sunt partidele care au obținut locuri.
- CDR 3.772.084 (30,7%) voturi, 53 (37,06%) locuri
- PDSR 2.836.011 (23,08%) voturi, 41 (28.67%) locuri
- USD 1.617.384 (13,16%) voturi, 23 (16.08%) locuri
- UDMR 837.760 (6,82%) voturi, 11 (7.69%) locuri
- PRM 558.026 (4,54%) voturi, 8 (5.59%) locuri
- PUNR 518.962 (4,22%) voturi, 7 (4.9%) locuri

Numarul total de locuri a fost 143.
Camera Deputaților. Au fost validate 12.238.746 din cele 13.088.388 exprimate.
Mai jos sunt partidele care au obținut mai mult de 4%.
- CDR 3.692.321 (30,17%) voturi, 122 (35,57%) locuri
- PDSR 2.633.860 (21,52%) voturi, 91 (26.53%) locuri
- USD 1.582.231 (12,93%) voturi, 53 (15.45%) locuri
- UDMR 812.628 (6,64%) voturi, 25 (7.29%) locuri
- PRM 546.430 (4,46%) voturi, 19 (5.54%) locuri
- PUNR 533.348 (4,36%) voturi, 18 (5.25%) locuri

Numărul total de locuri a fost 343.

## Partide și coaliții
| Partid/Coaliție                              | Partid/Coaliție                                 | Partid/Coaliție                                          | Partid/Coaliție                                     | Ideologie                       | Lider          | Rezultate 1992 | Rezultate 1992                   | Rezultate 1992   | Rezultate 1992                  | Guvernare                                                |
| Partid/Coaliție                              | Partid/Coaliție                                 | Partid/Coaliție                                          | Partid/Coaliție                                     | Ideologie                       | Lider          | Voturi CD (%)  | Locuri CD                        | Voturi Senat (%) | Locuri Senat                    | Guvernare                                                |
| -------------------------------------------- | ----------------------------------------------- | -------------------------------------------------------- | --------------------------------------------------- | ------------------------------- | -------------- | -------------- | -------------------------------- | ---------------- | ------------------------------- | -------------------------------------------------------- |
|                                              | Partidul Democrației Sociale din România (PDSR) | Partidul Democrației Sociale din România (PDSR)          | Partidul Democrației Sociale din România (PDSR)     | Socialism democratic            | Oliviu Gherman | 27.72%         | 117 / 341                        | 28,29%           | 49 / 143                        | Guvern de coaliție cu PUNR, PRM și PSM                   |
|                                              | Convenția Democrată Română                      |                                                          | Partidul Național Țărănesc Creștin Democrat (PNȚCD) | Creștin democrație              | Ion Diaconescu | 20.01%         | 72 / 341                         | 20,16%           | 33 / 143                        | Opoziție                                                 |
|                                              | Convenția Democrată Română                      | Partidul Național Liberal (PNL)                          | Liberalism conservator                              | Mircea Ionescu-Quintus          |                | 20.01%         | 72 / 341                         | 20,16%           | 33 / 143                        | Opoziție                                                 |
|                                              | Convenția Democrată Română                      | Partidul Național Liberal - Convenția Democrată (PNL-CD) | Liberalism                                          | Niculae Cerveni                 |                | 20.01%         | 72 / 341                         | 20,16%           | 33 / 143                        | Opoziție                                                 |
|                                              | Convenția Democrată Română                      | Partidul Ecologist Român (PER)                           | Ecologism                                           | Otto Ernest Weber               |                | 20.01%         | 72 / 341                         | 20,16%           | 33 / 143                        | Opoziție                                                 |
|                                              | Convenția Democrată Română                      | Federația Ecologistă din România (FER)                   | Ecologism                                           | -                               |                | 20.01%         | 72 / 341                         | 20,16%           | 33 / 143                        | Opoziție                                                 |
|                                              | Convenția Democrată Română                      | Partidul Alianța Civică (PAC)                            | Neoliberalism                                       | Nicolae Manolescu               |                | 20.01%         | 72 / 341                         | 20,16%           | 33 / 143                        | Opoziție                                                 |
|                                              | Uniunea Social Democrată                        |                                                          | Partidul Social-Democrat Român (PSDR)               | Social democrație               | Sergiu Cunescu | 20.01%         | 10 / 341(a ieșit în '95 din CDR) | 20,16%           | 1 / 143(a ieșit în '95 din CDR) | Opoziție                                                 |
|                                              | Uniunea Social Democrată                        | Partidul Democrat (PD)                                   | Social democrație                                   | Petre Roman                     | 10.19%         | 43 / 341       | 10,38%                           | 18 / 143         | Opoziție                        |                                                          |
|                                              | Uniunea Democrată Maghiară din România (UDMR)   | Uniunea Democrată Maghiară din România (UDMR)            | Uniunea Democrată Maghiară din România (UDMR)       | Drepturile minorității maghiare | Béla Markó     | 7.46%          | 27 / 341                         | 7,58%            | 12 / 143                        | Opoziție                                                 |
|                                              | Partidul România Mare (PRM)                     | Partidul România Mare (PRM)                              | Partidul România Mare (PRM)                         | Național comunism               | Vadim Tudor    | 3.89%          | 16 / 341                         | 3,85%            | 6 / 143                         | Guvern de coaliție cu FDSN/PDSR, PUNR și PSM (1992-1996) |
| Sprijin pentru guvernul PDSR-PUNR-PSM (1996) | Partidul România Mare (PRM)                     | Partidul România Mare (PRM)                              | Partidul România Mare (PRM)                         | Național comunism               | Vadim Tudor    | 3.89%          | 16 / 341                         | 3,85%            | 6 / 143                         |                                                          |
|                                              | Partidul Unității Națiunii Române (PUNR)        | Partidul Unității Națiunii Române (PUNR)                 | Partidul Unității Națiunii Române (PUNR)            | Naționalism românesc            | Gheorghe Funar | 7.72%          | 30 / 341                         | 8,12%            | 14 / 143                        | Guvern de coaliție cu FDSN/PDSR, PRM și PSM              |
|                                              | Partidul Socialist al Muncii (PSM)              | Partidul Socialist al Muncii (PSM)                       | Partidul Socialist al Muncii (PSM)                  | Eurocomunism                    | Ilie Verdeț    | 3.04%          | 13 / 341                         | 3,18%            | 5 / 143                         | Guvern de coaliție cu FDSN/PDSR, PUNR și PRM             |

## Preferințe electorale
Convenția Democrată Română (CDR) a întrunit cele mai bune scoruri electorale în municipiul București (46,96%), urmat de județele Timiș (44,61%), Sibiu (38,83%), Caraș-Severin (36,15%), Alba (35,23%) și Arad (34,77%).
Partidul Democrației Sociale din România (PDSR) a înregistrat cele mai bune rezultate în Călărași (43,27%), Vrancea (38,01%), Vaslui (36,61%), Neamț (36,28%), Olt (35,77%) și Giurgiu (34,88%).